# Mercedes Gancedo
Mercedes Gancedo (Buenos Aires, és una cantant soprano lírica d'òpera.
A Espanya, Gancedo ha interpretat rols com Mariana (Das Liebesverbot), Berta (Il Barbiere di Siviglia), Pamina i Zweite Dame (Die Zauberflöte), Alisa (Lucia di Lammermoor), Clarina (La Cambiale di Matrimonio), Micaela (Carmen), Kate Pinkerton (Madame Butterfly), Condesa di Ceprano (Rigoletto), Giannetta (L'Elisir d'amore) en escenaris com el del Teatro Campoamor d'Oviedo, el Teatro Jovellanos de Gijon, el Teatre de Sarrià de Barcelona, La Faràndula de Sabadell, el Gran Teatre del Liceu o el Festival Castell de Peralada, i sota la batuta de mestres com Enrico Delamboye, Daniel Montané, Riccardo Frizza i Josep Pons.
L'artista també està desenvolupant una notable carrera en el gènere del Lied, participant en importants sales i festivals com la Schubertíada de Vilabertran, el festival LIFE Victoria, el nou Barcelona Obertura Spring Festival, el Palau de la Música Catalana i L'Auditori de Barcelona.
Gancedo ha estat guardonada a la "Competizione dell'Opera" (Dresden, Alemania), al concurs “Tenor Viñas” del Gran Teatre del Liceu i ha rebut el premi Primer Palau 2017 del Palau de la Música Catalana a més d'altres premis nacionals com el premi “La voz de más porvenir” a Logroño, el premi “Pla Balaguer”, el premi absolut al concurs CIM de Barcelona, XXI Pòdiums de Música de Cambra, XIII “Luis Mariano” i el primer premi “Josep Palet”. Fou proclamada Millor Veu Jove Femenina 2018 per Òpera Jove de Catalunya.

## Discografia
En 2017 llança amb la pianista Beatriz Miralles el Disc Cooking America!, un recorregut pel continent americà.